# Centón epistolario
El Centón epistolario es una colección de epístolas, compuestas y en el siglo XVII por Juan Antonio de Vera, conde de la Roca (1583-1658), que las atribuyó a Fernán Gómez de Cibdarreal o Ciudad Real, médico y poeta del siglo XV. Aunque el falso lenguaje del siglo XV está pergeñado con habilidad, ya se sospechaba en el siglo XVIII y XIX que era una colección falsa y en los siglos XIX y XX se terminó por descubrir la falsificación.

## Historia
Fernán Gómez de Cibdarreal, médico de Juan II de Castilla, habría supuestamente escrito el Centón epistolario, una colección de epístolas o cartas sobre los principales sucesos del reinado de Juan II.  Ya en el siglo XVII se reconocía que Vera había retocado el supuesto original, que nadie había visto ni se ha encontrado nunca. Salazar y Castro albergaba la esperanza de que se encontrara el original sin adulterar por los errores históricos de Juan Antonio de Vera, tal como lo entendió José Pellicer, a pesar del precedente del «falso epistolario» fraguado por fray Antonio de Guevara en sus Epístolas familiares en el siglo XVI. Juan Antonio de Vera no hacía, después de todo, más que seguir una tradición literaria. En el siglo XVIII, incluso los hipercríticos fray Benito Jerónimo Feijoo y Gregorio Mayans y Siscar, así como el tradicionalista Pedro José Pidal y Eugenio de Ochoa, en el siglo XIX, también defendieron su autenticidad y explicaban sus errores históricos porque el conde de la Roca había interpolado algunas cartas por el prurito de que se hablase de su familia. Es más, Adolfo de Castro —también conocido por supercherías literarias de este tipo— atribuyó  su autoría al cronista Gil González Dávila, ganándose las reconvenciones de Marcelino Menéndez Pelayo.
Sin embargo las dudas sobre la autenticidad de la obra iban en aumento: Nicolás Antonio la tuvo llanamente por apócrifa, Eugenio Llaguno no se fiaba y Francisco Pérez Bayer escribió que su autor era sin duda Juan Antonio de Vera, conde de la Roca; en el siglo XIX el hispanista George Ticknor se puso de parte de Pérez Bayer y el mismo Marcelino Menéndez Pelayo jamás dudó de su falsedad y la atribuyó a Juan Antonio de Vera. Fue Rufino José Cuervo, el filólogo colombiano, quien demostró, mediante un detenido análisis, que El Centón epistolario no era auténtico del siglo XV y recomendó que este texto y "el nombre del bachiller Fernán Gómez de Cibdarreal deberían borrarse (...) de la lista de autoridades". Cuervo puso en consideración de Marcelino Menéndez Pelayo su riguroso análisis filológico y este le respondió: "Usted ha puesto el dedo en la llaga, probando en una de sus notas que "es un zurcido (el Centón) de voces y locuciones de distintas procedencias". El experto y erudito bibliófilo Vicente Salvá desmontó la serción de editio princeps falsificada por De Vera (Burgos: Juan de Rey, 1499), comentando en su Catálogo:No se necesita tener un gran conocimiento de ediciones antiguas para convencerse de que la presente se contrahízo por lo menos cien años después del puesto en la portada: el papel, los tipos, el tener la fecha en el frontis, la paginación en lugar de la foliatura, el terminar los capítulos acortando los renglones formando una punta, el no encontrarse el nombre del impresor Juan de Rey en ninguna otra obra del siglo XV, y otra porción de circunstancias, claramente indican no haberse impreso antes del 1600
Además había en el texto claras huellas de las particulares aficiones genealógicas de Juan Antonio de Vera, detalles que alimentaban polémicas en su tiempo, su francofobia y antipapismo, encontradas en otras obras publicadas bajo los pseudónimos de «Zambeccari», «Vox Populi», etcétera. El de Gómez de Cibdarreal era un pseudónimo más, aunque el personaje real existió "realmente" y aun parece que escribió algunos poemas afortunados en la corriente de la lírica cancioneril de su época.